# Cyrtotria amaswazi
Cyrtotria amaswazi är en kackerlacksart som beskrevs av Rehn, J. A. G. 1922. Cyrtotria amaswazi ingår i släktet Cyrtotria och familjen jättekackerlackor. Inga underarter finns listade i Catalogue of Life.